# António Sousa
António Sousa, właśc. António Augusto Gomes de Sousa (ur. 28 kwietnia 1957 w São João da Madeira) – piłkarz portugalski grający na pozycji lewego pomocnika. Jest ojcem Ricardo Sousy, który także był piłkarzem.

## Kariera klubowa
Karierę piłkarską António Sousa rozpoczął w klubie AD Sanjoanense. Następnie trafił do SC Beira-Mar. W sezonie 1975/1976 zadebiutował w jego barwach w pierwszej lidze portugalskiej i od czasu debiutu był podstawowym zawodnikiem drużyny. W 1977 roku spadł wraz z Beirą-Mar do drugiej ligi, ale w sezonie 1978/1979 ponownie występował w pierwszej lidze.
W 1979 roku António Sousa przeszedł do FC Porto, w którym, podobnie jak w Beira-Mar, zaczął grać w pierwszym składzie. W 1980 roku wywalczył z Porto wicemistrzostwo Portugalii, a w 1981 roku powtórzył to osiągnięcie. W 1983 i 1984 roku ponownie był z Porto drugi w lidze, a w tym drugim przypadku zdobył też Puchar Portugalii. Latem 1984 roku odszedł do Sportingu. W 1985 roku został wicemistrzem kraju. W Sportingu grał przez dwa lata i następnie wrócił do Porto. W 1987 roku wystąpił w zwycięskim 2:1 finale Pucharu Mistrzów z Bayernem Monachium. W tym samym roku wywalczył także wicemistrzostwo kraju, Superpuchar Europy i Puchar Interkontynentalny. W 1988 roku zdobył krajowy puchar oraz tytuł mistrza Portugalii.
W 1989 roku António Sousa ponownie został piłkarzem SC Beira-Mar. W 1991 roku wystąpił w przegranym 1:2 finale pucharu z FC Porto. W 1993 roku przeszedł do Gil Vicente z miasta Barcelos. Rok później odszedł do drugoligowego AD Ovarense. Karierę piłkarską zakończył w 1996 roku jako gracz swojego pierwszego klubu, AD Sanjoanense.
| Sezon   | Klub           | Kraj       | Rozgrywki        | Mecze | Bramki |
| ------- | -------------- | ---------- | ---------------- | ----- | ------ |
| 1975/76 | SC Beira-Mar   | Portugalia | Primeira Divisão | 29    | 10     |
| 1976/77 | SC Beira-Mar   | Portugalia | Primeira Divisão | 29    | 2      |
| 1977/78 | SC Beira-Mar   | Portugalia | Liga de Honra    | ?     | ?      |
| 1978/79 | SC Beira-Mar   | Portugalia | Primeira Divisão | 30    | 3      |
| 1979/80 | FC Porto       | Portugalia | Primeira Divisão | 24    | 3      |
| 1980/81 | FC Porto       | Portugalia | Primeira Divisão | 28    | 6      |
| 1981/82 | FC Porto       | Portugalia | Primeira Divisão | 28    | 3      |
| 1982/83 | FC Porto       | Portugalia | Primeira Divisão | 28    | 9      |
| 1983/84 | FC Porto       | Portugalia | Primeira Divisão | 28    | 8      |
| 1984/85 | Sporting CP    | Portugalia | Primeira Divisão | 27    | 8      |
| 1985/86 | Sporting CP    | Portugalia | Primeira Divisão | 27    | 8      |
| 1986/87 | FC Porto       | Portugalia | Primeira Divisão | 17    | 1      |
| 1987/88 | FC Porto       | Portugalia | Primeira Divisão | 35    | 12     |
| 1988/89 | FC Porto       | Portugalia | Primeira Divisão | 28    | 2      |
| 1989/90 | SC Beira-Mar   | Portugalia | Primeira Divisão | 30    | 2      |
| 1990/91 | SC Beira-Mar   | Portugalia | Primeira Divisão | 33    | 1      |
| 1991/92 | SC Beira-Mar   | Portugalia | Primeira Divisão | 33    | 1      |
| 1992/93 | SC Beira-Mar   | Portugalia | Primeira Divisão | 21    | 0      |
| 1993/94 | Gil Vicente    | Portugalia | Primeira Divisão | 7     | 0      |
| 1994/95 | AD Ovarense    | Portugalia | Liga de Honra    | 32    | 2      |
| 1995/96 | AD Sanjoanense | Portugalia | III liga         | 18    | 0      |

## Kariera reprezentacyjna
W reprezentacji Portugalii António Sousa zadebiutował 15 kwietnia 1981 roku w zremisowanym 1:1 towarzyskim meczu z Bułgarią. W 1984 roku został powołany przez selekcjonera Fernanda Cabritę do kadry na Euro 84. Na tym turnieju był podstawowym zawodnikiem Portugalii i rozegrał cztery spotkania: z RFN (0:0), z Hiszpanią (1:1 i gol w 52. minucie), z Rumunią (1:0) i półfinale z Francją (2:3).
Z kolei w 1986 roku na mistrzostwach świata w Meksyku António Sousa zagrał w trzech meczach: z Anglią (1:0), z Polską (0:1) i z Marokiem (1:3). Od 1981 do 1989 roku rozegrał w kadrze narodowej 27 meczów i strzelił jednego gola.

## Kariera trenerska
Po zakończeniu kariery piłkarskiej António Sousa został trenerem. Prowadził AD Sanjoanense, SC Beira-Mar, którą doprowadził do zdobycia Pucharu Portugalii w 1999 roku, Rio Ave FC, FC Penafiel i ponownie SC Beira-Mar.